# 同窓生〜人は、三度、恋をする〜
『同窓生〜人は、三度、恋をする〜』（どうそうせい ひとは さんど こいをする）は、柴門ふみによる日本の漫画作品、およびそれを原作としたテレビドラマ。『ビッグコミックスペリオール』（小学館）にて、2011年から2012年まで連載された。

## 登場人物
木村

## 書誌情報
- 柴門ふみ 『同窓生〜人は、三度、恋をする〜』 小学館〈ビッグコミックス〉、全3巻
  1. 2011年11月30日発売 ISBN 978-4-09-184181-0
  2. 2012年4月27日発売 ISBN 978-4-09-184449-1
  3. 2012年12月27日発売 ISBN 978-4-09-184798-0
- 柴門ふみ 『同窓生〜人は、三度、恋をする〜 新装版』 小学館〈ビッグコミックススペシャル〉、上下巻
  1. 上巻 2014年7月1日発売 ISBN 978-4-09-186430-7
  2. 下巻 2014年7月1日発売 ISBN 978-4-09-186448-2

## テレビドラマ
2014年7月10日から9月11日まで毎週木曜日21:00 - 21:54に、TBS系の「木曜ドラマ劇場」枠で放送された。主演は井浦新。
松岡昌宏が『大恋愛〜僕を忘れる君と』（2018年10月期金曜ドラマ）に出演したのを機に、Paraviにおいて期間限定で配信された。

### キャスト
詳細な人物説明は原作項目を参照。本項では簡単な続柄を記載。

#### 中野坂下中学校同窓生
柳 健太（やなぎ けんた）
演 - 井浦新（中学時代：吉田晴登）
24歳から勤務していた共信ケミカルを自己都合で38歳の時に退職し、実家が営む「クリーニングの柳」を引き継ぐ。同窓会であけひと再会し、再び彼女に惹かれていく。
石井（鎌倉） あけひ（いしい（かまくら） あけひ）
演 - 稲森いずみ（幼少期：加瀬ひなた / 中学時代：吉田里琴）
夫が経営するヘアサロンでスタイリストとして働く。夫・太郎のモラルハラスメントに苦しむ。中学生時代から想いを寄せていた健太と再会し、心が揺れ動く。一部シーンでは下の名前が明日となっている。
広野 薫子（ひろの かおるこ）
演 - 板谷由夏（中学時代：中川真桜）
マルトモ薬局薬剤師。1人で暮らす手頃なマンション物件を探している。同窓会で再会した遼介から交際して欲しいと猛烈なアタックを受けるが、その軽薄な態度に嫌悪感を示し拒否する。
桜井 遼介（さくらい りょうすけ）
演 - 松岡昌宏（中学時代：菊池ハル）
亜宋建設都市計画部部長代理。家庭には居場所がないが、学生時代や現在でも女性には不自由しない。同窓会で再会した薫子にしつこく交際を申し込んでいたが彼女に全く相手にされないばかりか、その事が原因で怪我を負ってしまう。

#### 「クリーニングの柳」関係者
柳 治子
演 - 市毛良枝
健太の母。
柳 良雄
演 - 鶴田忍
健太の父。「クリーニングの柳」の代を息子に譲り、現在は妻・治子と共に田舎で隠居している。
ヤンさん
演 - 岡本麗
良雄の代から勤めているパート従業員。
岩井さん
演 - 茅島成美
藤崎さん
演 - 川俣しのぶ
上記2名は近所に住み、良雄の代からクリーニング店を贔屓にしている常連客。

#### 「ヘアサロン鎌倉」関係者
鎌倉 太郎（かまくら たろう）
演 - 松本利夫
業界で有名なスタイリスト。あけひの夫。現在2店舗の美容室を経営し、3店舗目の出店を計画している。性格は二面性があり、店での接客は物腰が柔らく、家庭ではあけひに精神的な苦痛を与え抑圧し有無を言わせない。ショーコとは不倫関係。
永瀬 ヒロト
演 - 丸山敦史
スタイリスト。愛称はヒロ。
ショーコ
演 - 清水由紀
スタイリスト。太郎とは不倫関係。
マコト
演 - 猪塚健太
アシスタント。
エミ
演 - 尾藤亜衣
アシスタント。
蛯原友里
演 - 本人
常連客。
鎌倉 一郎
演 - 横山幸汰（幼少期：大貫慧佑）
太郎とあけひの長男だが、太郎の前妻との間に生まれた子供なので、あけひは一郎だけ君付けで呼んでいる。太郎とあけひが離婚したときは、太郎には付かず下の2人と一緒にあけひに付いていった。
鎌倉 弘二
演 - 吉田騎士
太郎とあけひの次男。あけひにとっては最初の実子。
鎌倉 ミサ
演 - 須田理央（5年後：松井響希）
太郎とあけひの長女。

#### 中野さくらい病院
桜井 清彦
演 - 清水綋治
前院長。遼介の父。現役時代はあけひの主治医を担当していた。
桜井 静子
演 - 泉晶子
遼介の母。
桜井 佑子
演 - 魏涼子
遼介の姉。父から病院を引き継ぐ。
桜井 修司
演 - 石田登星
遼介の義兄。
青木 圭
演 - 高知東生
整形外科医。清彦が大学で教鞭を執っていた頃の教え子。非常勤医として週2回、さくらい病院に勤務する。

#### 同窓生たちの関係者
木畑 冴子
演 - 市川実和子
健太の元妻。
木畑 正太
演 - 佐藤瑠生亮（幼少期：佐伯元希）
健太・冴子の子供。
桜井 加奈子
演 - 三浦理恵子
遼介の妻。
桜井 志穂利
演 - 粟野莉子
石本 瑞江
演 - 高林由紀子
清水 潤也
演 - 戸次重幸
共信ケミカル研究員で冴子とは不倫関係。彼女と健太が離婚する直接の原因を作る。
鮫島 秀顕
演 - 柄本明（特別出演）
健太たちの中学時代の担任。生物教師。

#### ゲスト
キャスト名横の表記は出演回。
森川
演 - 眞島秀和（第6話 - 第7話）
健太たちの同級生。那須高原でペンションを経営する。
原口幸一郎
演 - 堀内正美（第6話 - 第8話）
遼介の上司。
森川 透
演 - 吉本凱（第6話 - 第7話）
森川の義息。
永山
演 - 河合美智子（最終話）
hair salon「Tomorrow」客。

### スタッフ
- 原作：柴門ふみ『同窓生〜人は、三度、恋をする〜』（ビッグコミックス / 小学館刊）
- 脚本：田渕久美子
- 音楽：市川淳
- 演出：吉田健、村上牧人、根本和政
- 主題歌：メレンゲ「楽園」（キューンミュージック）[3]
- 挿入歌：May J.「本当の恋」（rhythm zone）[4]
- 演出補：岡崎成克、苗代祐史
- TD：宮崎義毅、小林純一、田中文夫
- 映像 (VE)：安部講志
- 編集：髙池徹
- ティザー／PR映像：水ノ江知丈
- タイトルロゴ：岡野正広
- 音楽コーディネーター：溝口大悟
- 選曲：御園雅也
- 映像協力：ゲッティイメージズ
- アニメーション制作：谷田部透湖
- 殺陣：大道寺俊典
- 美容師指導：中屋直之、佐々木彩
- 中国語指導：魏涼子
- 看護指導：吉川喜美枝
- 編成：永山由紀子、辻有一
- チーフプロデューサー：矢口久雄、貴島誠一郎
- プロデュース：渋谷未来、河原瑶
- プロデューサー補：佐々木雅之、小菅由佳乃、山本梨恵
- 製作著作：テレパック、TBS

### 放送日程
| 各話                                                      | 放送日  | サブタイトル                       | 演出     | 視聴率 |
| --------------------------------------------------------- | ------- | ---------------------------------- | -------- | ------ |
| 第1話                                                     | 7月10日 | 君はあれから、幸せになれましたか。 | 吉田健   | 10.9%  |
| 第2話                                                     | 7月17日 | 2cmのキョリ                        | 吉田健   | 8.4%   |
| 第3話                                                     | 7月24日 | 消せない過去…                      | 村上牧人 | 6.3%   |
| 第4話                                                     | 7月31日 | 幸せの裏の顔…今の僕に出来る事      | 村上牧人 | 6.2%   |
| 第5話                                                     | 8月07日 | 許されない一夜…崩れてゆく世界      | 根本和政 | 7.8%   |
| 第6話                                                     | 8月14日 | 非情な現実…愛する二人、別れの覚悟  | 吉田健   | 7.1%   |
| 第7話                                                     | 8月21日 | 人生のリセットと、その代償…        | 村上牧人 | 6.5%   |
| 第8話                                                     | 8月28日 | 引き裂かれた離婚届…                | 根本和政 | 9.0%   |
| 第9話                                                     | 9月04日 | 彼女はオレが守る!                  | 根本和政 | 9.1%   |
| 最終話                                                    | 9月11日 | 三度目の恋を、信じますか?          | 吉田健   | 10.2%  |
| 平均視聴率 8.2%（視聴率は関東地区、ビデオリサーチ社調べ） |         |                                    |          |        |

| TBS系 木曜ドラマ劇場                                                             | TBS系 木曜ドラマ劇場                                       | TBS系 木曜ドラマ劇場                                                         |
| 前番組                                                                           | 番組名                                                     | 次番組                                                                       |
| -------------------------------------------------------------------------------- | ---------------------------------------------------------- | ---------------------------------------------------------------------------- |
| TBS×WOWOW共同制作ドラマ MOZU Season1〜百舌の叫ぶ夜〜 （2014年4月10日 - 6月12日） | 同窓生〜人は、三度、恋をする〜 （2014年7月10日 - 9月11日） | TBS×WOWOW共同制作ドラマ MOZU Season2〜幻の翼〜 （2014年10月16日 - 11月13日） |